# Otsheria
Otsheria (Otsheria netzvetajevi) – rodzaj terapsyda z grupy anomodontów, z rodziny Venyukoviidae.
Żył w okresie środkowego permu na terenach obecnej Rosji. Opisano jeden gatunek tego zwierzęcia - Otsheria netzvetajevi.